# Pramod Kumar Chaubey
Pramod Kumar Chaubey (* 1. Juli 1951 in Rath, Uttar Pradesh, Indien) ist Wirtschaftswissenschaftler sowie Professor am Indian Institute of Public Administration (IIPA) in Neu-Delhi.

## Ausbildung
1967 schloss er die High School (10th standard; Mathematik, Naturwissenschaften/Mathematics, Physics) und 1969 die Intermediate (School) (12th standard; Mathematik, Physik/Mathematics, Physics) in seiner Geburts- und Heimatstadt ab.
1971 erlangte Chaubey seinen Bachelor of Science (B. Sc.) in Mathematik und Physik mit Chemie an der University of Allahabad. 1973 erhielt er den Master of Arts (M. A.) in Wirtschaftswissenschaften mit Wirtschaftsmathematik und Mathematische Statistik von der University of Allahabad, wo er auch 1983 zum Thema „Wachstumsmodelle in der indischen Planung“ (Growth Models in Indian Planning) promovierte (D. Phil.).

## Akademischer Werdegang
P. K. Chaubey war amtierender Direktor des Govind Ballabh (G. B.) Pant Institute der Universität Allahabad und des Institute of Management Studies (IMS) in Indore. Ab 1974 war er Dozent (Lecturer) für Wirtschaftswissenschaften am Raja Balwant Singh (R. B. S.) College in Agra. Von 1981 an war er Professor (Reader) für Wirtschaftswissenschaften an der Banaras Hindu University in Varanasi. 1991 war er Professor für Wirtschaftswissenschaften an der School of Economics an der Devi Ahilya (D. A.) University in Indore. Bereits 1992 war Chaubey Professor für Management am IMS an der Devi Ahilya University. Von 1995 bis 1997 hatte er einen Ruf als Professor für Wirtschaftswissenschaften am Govind Ballabh Pant Social Science Institute an der Universität Allahabad. Seit 1997 ist er Wirtschaftsprofessor für Wirtschaftende Verwaltung am IIPA.

## Auszeichnungen
- 1992: Dr. Radhakrishnan Samman for Social Science, MPUGC
- 2004: Professor D. P. Mukerji Fellowship, ISSA

## Werke
- Growth Models in Indian Planning. Inauguraldissertation. Himalaya Publishing House, Mumbai/Bombay 1989
- Plan Modelling in India. Sehyog, 1992
- Poverty Measurement: Issues, Approaches and Indices. Wiley Eastern, 1995
- Economic Inequality: Theory of Measurement. IEA Trust for R&D, 1996
- Population Policy for India: Issues, Perspectives and Challenges. Kanishka, 2001
- Sectional Disparity: Indices for Measurement. IEA Trust for R&D, 2002
- Indian Economic Development. NCERT, 2002
- Fiscal Federalism in India. Deep & Deep, 2003 (Hrsg.)
- Inequality: Issues and Indices. Kanishka, 2004
- Urban Local Bodies: Governance with Self-reliance. IIPA, 2004
- Dimensions of Effectiveness of Employment. IIPA, 2005 (Mitverfasser)